# Кјеза (Савона)
Кјеза (итал. Chiesa) је насеље у Италији у округу Савона, региону Лигурија.
Према процени из 2011. у насељу је живело 276 становника. Насеље се налази на надморској висини од 264 м.